# Rhagodia hastata
Rhagodia hastata är en amarantväxtart som beskrevs av Robert Brown. Rhagodia hastata ingår i släktet Rhagodia och familjen amarantväxter. Inga underarter finns listade i Catalogue of Life.